# Conotrachelus praeustus
Conotrachelus praeustus – gatunek chrząszcza z rodziny ryjkowcowatych.

## Zasięg występowania
Ameryka Południowa, występuje w Boliwii, Brazylii, Gujanie Francuskiej oraz Paragwaju.

## Budowa ciała
Ciało lekko wydłużone. Przednia krawędź pokryw nieznacznie szersza od przedplecza. Na ich powierzchni podłużne, grube punktowanie oraz liczne podłużne, listewkowate garbki. Przedplecze nieco wydłużone, z przodu wyraźnie zwężone.
Ubarwienie czarnobrązowe. W tylnej części pokryw skośne, nie schodzące się w środku pręgi koloru czarnego z żółtobrązowym obrzeżeniem z przodu.